# Rosemary Harris (skådespelare)
Rosemary Ann Harris, född 19 september 1927 i Ashby i Suffolk, är en brittisk (engelsk) skådespelerska. Harris karriär började på teaterscenen i slutet av 1940-talet, först i Storbritannien och sedan på Broadway i New York. Hon gjorde filmdebut 1954 i Skandalernas man, varefter en framgångsrik karriär inom TV och film följde. Några av hennes mest kända roller är som May Parker i Spider-Man (2002) och Berta Palitz Weiss i miniserien Förintelsen (1978). Harris är mor till skådespelerskan Jennifer Ehle, som hon fick tillsammans med sin andra make John Ehle.
Harris har mottagit och nominerats till en mängd utmärkelser under sin karriär. Bland vinsterna finns bland annat en Primetime Emmy Award och en Golden Globe Award.

## Filmografi
| År        | Titel                                 | Roll                                                           | Not               |
| --------- | ------------------------------------- | -------------------------------------------------------------- | ----------------- |
| 1952      | A Cradle of Willow                    | Tansy Clampett                                                 | TV-film           |
| 1952      | Studio One in Hollywood               | -                                                              | TV-serie          |
| 1954      | Skandalernas man                      | Fru Fitzherbert                                                | Filmdebut         |
| 1955      | Othello                               | Desdemona                                                      | TV-film           |
| 1957      | The Shiralee                          | Lily Parker                                                    |                   |
| 1957      | Alfred Hitchcock presenterar          | Louise Rogers, Dorothy Whitely, Grevinnan Mattoni              | TV-serie          |
| 1957      | Twelfth Night                         | Viola                                                          | TV-film           |
| 1958      | Suspicion                             | Sybil Merton                                                   | TV-serie          |
| 1958      | Omnibus                               | Cordelia                                                       | TV-serie          |
| 1958      | Kraft Theatre                         | -                                                              | TV-serie          |
| 1958      | Dial M for Murder                     | Margot Wendice                                                 | TV-film           |
| 1957-1958 | The DuPont Show of the Month          | Catherine Earnshaw/Catherine Linton, Lucie Manette, Lady Edith | TV-serie          |
| 1958      | Folio                                 | Dynamene                                                       | TV-serie          |
| 1959      | Encounter                             | Norah Marsh                                                    | TV-serie          |
| 1960      | Play of the Week                      | Isabel                                                         | TV-serie          |
| 1963      | Uncle Vanya                           | Yelena                                                         |                   |
| 1964      | Profiles in Courage                   | Mary S. McDowell                                               | TV-serie          |
| 1966      | New York Television Theatre           | Kvinnoröst                                                     | TV-serie          |
| 1966      | Blithe Spirit                         | Elvira Condomine                                               | TV-film           |
| 1967      | NET Playhouse                         | Sjuksystern Ilyena                                             | TV-serie          |
| 1967      | Uncle Vanya                           | Jelena Andrejewna                                              | TV-film           |
| 1967      | CBS Playhouse                         | Charlotte Marshall                                             | TV-serie          |
| 1968      | Leva loppan                           | Gabrielle Chandebisse                                          |                   |
| 1974      | Notorious Woman                       | Aurore Dupin, George Sand                                      | Miniserie         |
| 1977      | The Royal Family                      | Julie Cavendish                                                | TV-film           |
| 1878      | Förinelsen                            | Berta Palitz Weiss                                             | Miniserie         |
| 1978      | Pojkarna från Brasilien               | Frau Doring                                                    |                   |
| 1979-1980 | The Chisholms                         | Minerva Chisholm                                               | TV-film           |
| 1983      | Mot fyren                             | Fru Ramsay                                                     | TV-film           |
| 1983      | The Ploughman's Lunch                 | Ann Barrington                                                 |                   |
| 1988      | American Playhouse                    | Fru Amos Evans                                                 | TV-serie          |
| 1988      | Crossing Delancey                     | Pauline Swift                                                  |                   |
| 1985-1988 | Great Performances                    | Adela Shannon, Hesione Hushabye                                | TV-serie          |
| 1989      | The Delinquents                       | Isobel                                                         |                   |
| 1991      | Det hände i Suffolk                   | Faster Jude                                                    |                   |
| 1992      | Till minne av Max                     | Calypso                                                        | Miniserie         |
| 1994      | Under the Hammer                      | Hester Bovington                                               | TV-serie          |
| 1994      | Tom & Viv                             | Rose Haigh-Wood                                                |                   |
| 1994      | Performance                           | Margaret Dawlish                                               | TV-serie          |
| 1996      | I väntan på Richard                   | Sig själv                                                      |                   |
| 1996      | De små ryttarna                       | Mormor Roden                                                   | TV-film           |
| 1996      | Hamlet                                | Player Queen                                                   |                   |
| 1996      | Death of a Salesman                   | Linda                                                          | TV-film           |
| 1998      | Dark Side of the Moon                 | Kvinnlig gruvarbetare                                          | Röstroll, TV-spel |
| 1999      | Mitt liv hittills                     | Gamma                                                          |                   |
| 1999      | Sunshine                              | Valerie Sors                                                   |                   |
| 2000      | The Gift                              | Annies mormor                                                  |                   |
| 2001      | Blow Dry                              | Daisy                                                          |                   |
| 2002      | Spider-Man                            | May Parker                                                     |                   |
| 2004      | Spider-Man 2                          | May Parker                                                     |                   |
| 2004      | Being Julia                           | Julias mor                                                     |                   |
| 2004      | Belonging                             | May                                                            | TV-film           |
| 2007      | Spider-Man 3                          | May Parker                                                     |                   |
| 2007      | Before the Devil Knows You're Dead    | Nanette                                                        |                   |
| 2008      | Is Anybody There?                     | Elsie                                                          |                   |
| 2008      | The Monday Before Thanksgiving        | Lillian Cotlo                                                  | Kortfilm          |
| 2010      | Radio Free Albemuth                   | VALIS                                                          | Röstroll          |
| 2010      | Law & Order: Special Victims Unit     | Francine Brooks                                                | TV-serie          |
| 2012      | This Means War                        | Nana Foster                                                    |                   |
| 2014      | The Money                             | Ellen Knox                                                     | TV-film           |
| 2015      | The von Trapp Family: A Life of Music | Agathe von Trapp                                               |                   |
| 2020      | The Undoing                           | Fraser                                                         | Miniserie         |

## Teater
| År      | Titel                      | Roll              | Teater                                         |
| ------- | -------------------------- | ----------------- | ---------------------------------------------- |
| 1952    | The Climate of Eden        | Mabel             | Al Hirschfeld Theatre                          |
| 1953-54 | The Seven Year Itch        | Flickan           | Aldwych Theatre                                |
| 1954    | Häxjakten                  | Elizabeth Proctor | Bristol Old Vic                                |
| 1956    | Troilus och Cressida       | Cressida          | Winter Garden Theatre                          |
| 1957    | The Glass Eye              | Dorothy Witley    | ANTA Playhouse                                 |
| 1958    | Interlock                  | Hilde             | ANTA Playhouse                                 |
| 1958    | The Disenchanted           | Jere Halliday     | Eugene O'Neill Theatre                         |
| 1960    | The Tumbler                | Lennie            | Helen Hayes Theatre                            |
| 1963    | Onkel Vanja                | Ilyena            | Chichester Festival Theatre                    |
| 1963    | Hamlet                     | Ophelia           | Old Vic Theatre                                |
| 1965    | Judith                     | Judith            | Phoenix Theatre                                |
| 1965    | Man and Superman           | Violet Robinson   | Phoenix Theatre                                |
| 1965    | Krig och fred              | Natasha Rostova   | Phoenix Theatre                                |
| 1965    | Herakles                   | Megara            | Lyceum Theatre                                 |
| 1966    | The Lion in Winter         | Eleanor           | Ambassador Theatre                             |
| 1966-67 | The School for Scandal     | Lady Teazle       | Lyceum Theatre                                 |
| 1966    | Right you are              | Signora Ponza     | Lyceum Theatre                                 |
| 1966    | We, Comrades Three         | Ung kvinna        | Lyceum Theatre                                 |
| 1967    | Vildanden                  | Gina              | Lyceum Theatre                                 |
| 1967    | You Can't Take It with You | Alice Sycamore    | Lyceum Theatre                                 |
| 1967    | Krig och fred              | Natasha Rostova   | Lyceum Theatre                                 |
| 1971-72 | Old Times                  | Anna              | David T. Nederlander Theatre                   |
| 1973    | Köpmannen i Venedig        | Portia            | Vivian Beaumont Theatre                        |
| 1973    | Linje Lusta                | Blanche Du Bois   | Vivian Beaumont Theatre                        |
| 1975-76 | The Royal Family           | Julie Cavendish   | Brooklyn Academy of Music, Helen Hayes Theatre |
| 1977    | The New York Idea          | Vida Phillimore   | Brooklyn Academy of Music                      |
| 1977    | Tre systrar                | Olga              | Brooklyn Academy of Music                      |
| 1983    | Heartbreak House           | Hesione Hushabye  | Circle in the Square Theatre, Theatre Royal    |
| 1985    | Pack of Lies               | Barbara Jackson   | Bernard B. Jacobs Theatre                      |
| 1985-86 | Hay Fever                  | Judith Bliss      | Music Box Theatre                              |
| 1991-93 | Lost in Yonkers            | Mormor Kurnitz    | Richard Rogers Theatre, Royal Strand Theatre   |
| 1994-95 | An Inspector Calls         | Sybil Birling     | Bernard B. Jacobs Theatre                      |
| 1996    | A Delicate Balance         | Agnes             | Gerald Schoenfeld Theatre                      |
| 1999    | Waiting in the Wings       | May Davenport     | Walter Kerr Theatre, Eugene O'Neill Theatre,   |
| 2002    | All Over                   | Hustrun           | Gramercy Theatre                               |
| 2005    | The Other Side             | Levana Julak      | Manhattan Theatre Club                         |
| 2007-08 | Oscar and the Lady in Pink | Artist            | Old Globe Theatre, Florence Gould Hall         |
| 2009    | The Royal Family           | Fanny Cavendish   | Samuel J. Friedman Theatre                     |
| 2012    | The Road to Mecca          | Fröken Helen      | American Airlines Theatre                      |
| 2014    | Indian Ink                 | Eleanor Swan      | Laura Pels Theatre                             |
| 2018−19 | My Fair Lady               | Fru Higgins       | Vivian Beaumont Theatre                        |